# 特霍里夫卡
49°41′30″N 29°45′56″E / 49.69167°N 29.76556°E

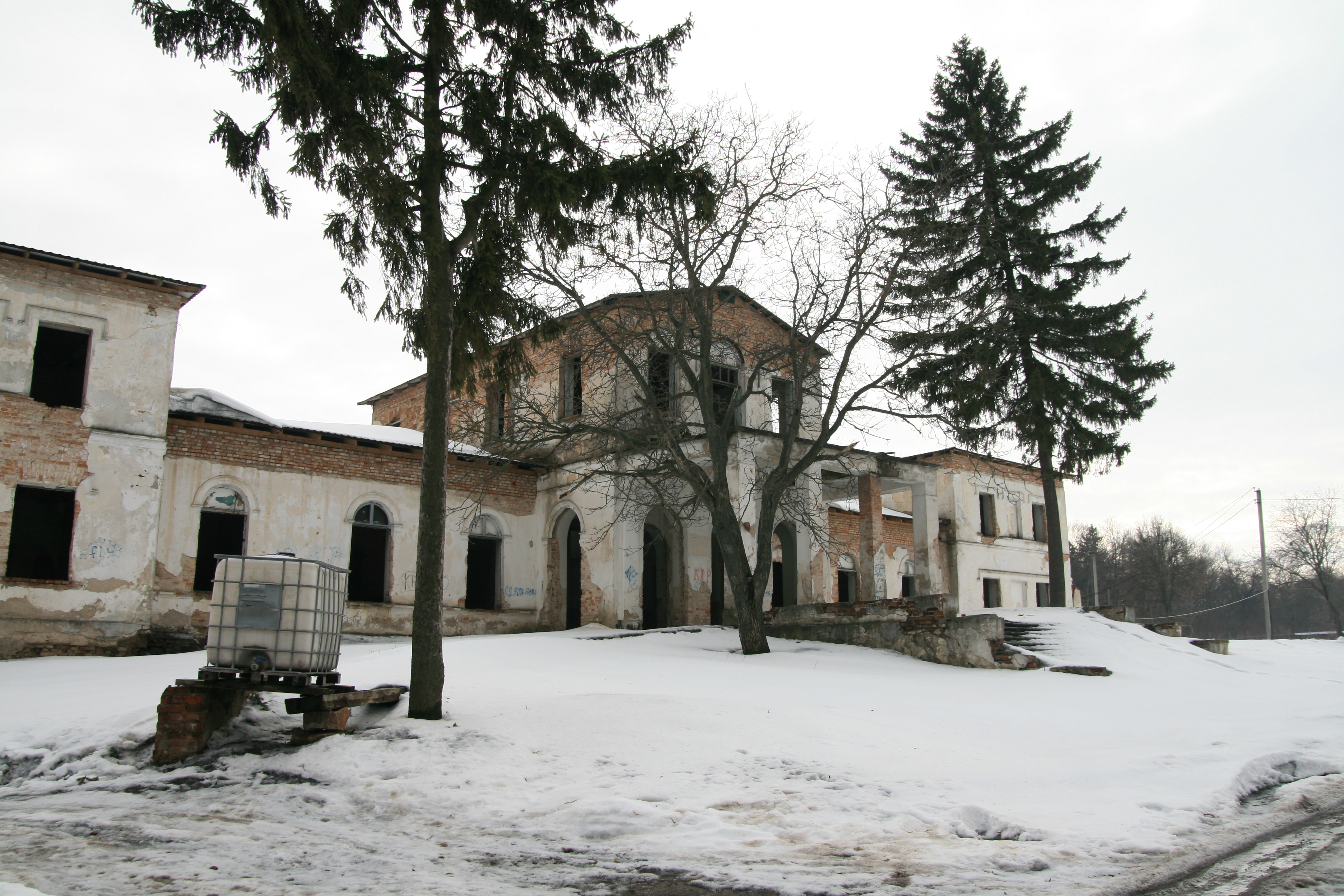

特霍里夫卡（烏克蘭語：Тхорівка）是位於烏克蘭北部的村莊，由基辅州白采爾克瓦區的斯克維拉市鎮負責管轄。該村始建於十八世紀，面積3.45平方公里，海拔高度198米，2001年人口856，人口密度每平方公里248.1人。